# Route nationale 497
Die N497 war von 1933 bis 1973 eine französische Nationalstraße, die zwischen der N89 südöstlich von Pont-du-Château und der N496 südwestlich von Cunlhat verlief. Ihre Länge betrug 36 Kilometer. Es handelt sich um einen Teil der ehemaligen Departementstraße „Gc 18“.